# Chrysosoma ernestum
Chrysosoma ernestum är en tvåvingeart som beskrevs av Charles Howard Curran 1924. Chrysosoma ernestum ingår i släktet Chrysosoma och familjen styltflugor. Inga underarter finns listade i Catalogue of Life.